# Arché (lune)
Pour les articles homonymes, voir Arché.
Arché, officiellement Jupiter XLIII Arché (nom international Arche), est un satellite naturel de Jupiter découvert en 2002 par une équipe d'astronomes de l'université d'Hawaï dirigée par Scott S. Sheppard. Il porta la désignation provisoire S/2002 J 1 jusqu'à ce qu'il soit baptisé par l'Union astronomique internationale au début de 2005.
Il appartient au groupe de Carmé, constitué de satellites sur des orbites irrégulières et rétrogrades situées à une distance de Jupiter comprise entre 23 et 24 millions de kilomètres à une inclinaison de 165 degrés.
Arché porte le nom d'Arché, une des quatre Muses originales, filles de Zeus par Mnémosyne.